# プラヤーグラージ
プラヤーグラージ (ヒンディー語: प्रयागराज, IAST: Prayāgrāj) (2018年までの名前: イラーハーバード Allahabad, इलाहाबाद Ilāhābād）は、インド北部ウッタル・プラデーシュ州の都市である。人口101万人。プラヤーグの名でも知られる。
日本では英語名称に由来するアラーハーバードという表記が多いが、現地での名称はペルシア語の「イラーハ」（إله「神」：アラビア語からの借用語で、イスラームなどのセム系一神教における「（唯一絶対の）神」ではなく、一般名詞としての「神」）と「アーバード」（آباد「都市」）に由来する。これはムガル皇帝アクバルが提唱した「ディーネ・イラーヒー」という思想・信仰に由来している。
ガンガー（ガンジス川）とヤムナー川の2つの大河（伝説上では地下を流れているとされるサラスヴァティー川も加えて3つ）が合流するヒンドゥー教聖地、サンガム（त्रिवेणी संगमまたはसंगम）が街の直ぐ近くに位置している。かつてこの町はプラヤーガ（犠牲を捧げる地）と呼ばれた巡礼地だった。

## 歴史
イラーハーバードの西にはかつての十六大国のひとつであるヴァツサ国の首都カウシャーンビーがあった。イラーハーバードにはアショーカ王の石柱（紀元前3世紀）があるが、はじめカウシャーンビーに建てられたものが後にイラーハーバードに運ばれたものと考えられている。サンスクリットの韻文と散文の混合形式で書かれたグプタ朝のサムドラグプタ王の石柱（4世紀）もイラーハーバードにあり、サンスクリットが碑文の言語として確立した最初期の例として重要である。『大唐西域記』には鉢羅耶伽（プラヤーガ）国の東に2つの川の交流点があり、人々はここで死ぬと天に生まれ変わると信じて自ら命を断つことを記している。
その後、町はいったん衰退するが、ムガル帝国のアクバルによって1583年に要塞が築かれた。1622年にフスロー王子が殺された後イラーハーバードに埋葬され、巨大な霊廟（フスロー・バーグ）が建設された。
1765年にはイギリス東インド会社とムガル帝国の間でアラーハーバード条約が結ばれ、その後は徐々にイギリスの植民地化していった。1858年にイギリスによる直接統治が始まると、イラーハーバードは1920年まで北西州（後に連合州、現ウッタル・プラデーシュ州）の州都であった。
2018年、ウッタル・プラデーシュ州の政府は都市の正式名称をイラーハーバードからプラヤーグラージに変更することを決定した。

## 交通

### 鉄道
プラヤーグラージ（イラーハーバード）は首都デリーと東部の大都市コルカタ（カルカッタ）をカーンプル(Kanpur)、ムガルサラーイ（Mughalsarai, 宗教都市ヴァーラーナシー近郊の街）、パトナー（Patna）、アサンソル（Asansol）経由で結ぶ重要幹線上に位置し、日中はもちろん深夜時間帯も多数の列車が発着する鉄道の要衝である。市内にはいくつかの旅客駅があるが、インド国鉄の長距離列車が多数発着する最重要の駅はプラヤーグラージ・ジャンクション駅（Prayagraj Junction、旧称Allahabad Junction）である。
プラヤーグラージ・ジャンクション駅（Prayagraj Junction、国鉄略称PRYJ）はヤムナー川北側の市街地にある最大のターミナル駅で、かつてはイラーハーバード・ジャンクション駅（Allahabad Junction、国鉄略称ALD）と呼ばれていた。ラージダーニー急行（Rajdhani Express）などの上位の急行列車も原則として停車する。首都デリーまでの距離は経由地にもよるが630㎞程度、所要時間は最速の電車型特急ヴァンデ・バーラト急行(Vande Bharat express)で6時間程度、客車タイプの夜行寝台列車で最速7-8時間程度である。
プラヤーグラージ・ラームバーグ駅（Prayagraj Rambagh、国鉄略称PRRB）はジャンクション駅の東側、ガンジス川左岸を通り東隣の宗教都市ヴァーラーナシー（Varanasi）まで向かう路線沿いにある駅。川の右岸を通る幹線に比べると設備面で劣り、2019年までは電化されず今なお単線区間も残る支線クラスの路線と駅である。この支線は狭軌路線として開業したが、1990年代に改軌され国鉄の広軌ネットワークに接続された。かつてはイラハバード・シティ駅（Allahabad City、略称ACOI）と呼ばれていた。ヴァーラーナシー、パトナーといったヒンドゥー教の聖地を結んでコルカタまでを走るヴィブーティ・エクスプレス（Vibuhuti Express）はジャンクション駅ではなく当駅発着で運転される。ヴァーラーナシーを終着とする列車もこちらの支線に入り当駅を経由する形で運転され、プネー発着のギャーン・ガンガー・エクスプレス（Gyan Ganga Express）も利用できるが、デリーとヴァーラーナシーを結ぶシヴ・ガンガー・エクスプレス（Shiv Ganga Express）などはこの駅を通過しジャンクション駅に停車する。
プラヤーグラージ・サンガム駅 (Prayagraj Sangam、国鉄略称PYGS)は市街地東部ガンジス川に並ぶようにある小規模なターミナル駅。プラヤーグガート・ターミナル駅（Prayagghat railway Terminal）とも呼ばれる。この駅を発着する列車は州内で完結する列車が多く、北部に向かい州都ラクナウなどに向かう列車が1日30本程度発着する。
プラヤーグ・ジャンクション駅（Prayag Junction、国鉄略称PRG）はサンガム駅からの路線とプラヤーグラージ・ジャンクションから分岐してくる支線が交わる地点にある小さな分岐駅。前述の巨大ターミナル駅の方と紛らわしい名称となっている。プラヤーグラージ・ジャンクションを経由する列車にはムンバイからヴァーラーナシー経由でネパール国境に近いゴーラクプル（Gorakhpur）を結ぶ長距離列車なども含まれる。
ナイニー・ジャンクション駅（Naini Junction、国鉄略称NYN）とチェオキ・ジャンクション駅（Prayagraj Chheoki Junction、国鉄略称PCOI）は共に巨大ターミナルであるプラヤーグラージ・ジャンクション駅の南側、ヤムナー川対岸側に位置する2駅。いずれもデリーとコルカタを結ぶ幹線に位置しデルタ線を形成しており、本線からサトナー（Satna）、ジャバルプル（Jabalpur）、ムンバイなどに向かう支線を分岐させる。市街地に近いのはナイニー駅であるが、停車列車の本数はチェオキ駅の方が多い。

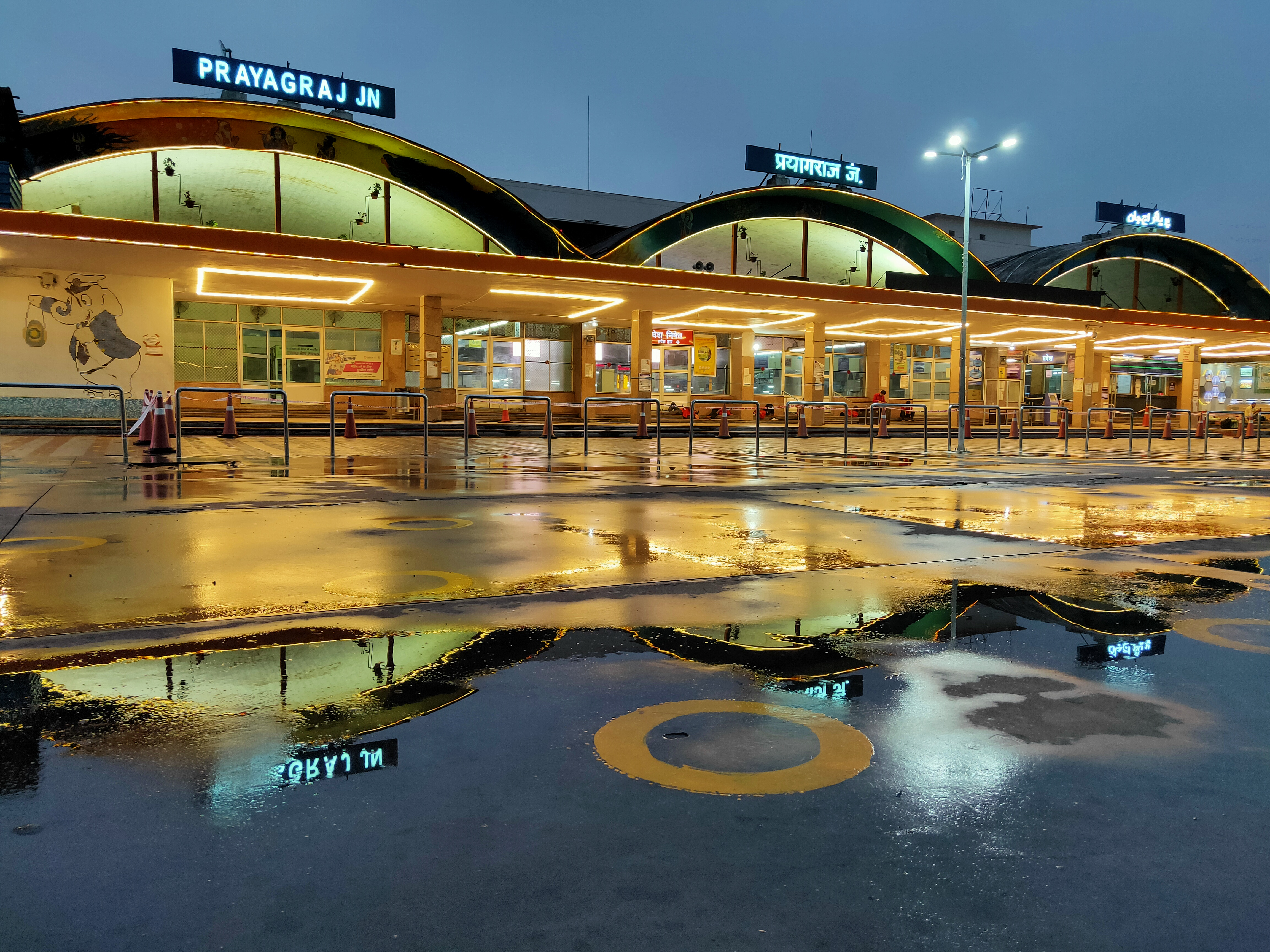
ジャンクション駅

## 著名な出身者
- ジャワハルラール・ネルー - インドの初代首相。
- ラール・バハードゥル・シャーストリー - インドの第3代首相。
- インディラ・ガンディー - インドの第5・8代首相。
- ヴィシュワナート・プラタープ・シン - インドの第10代首相。
- チャンドラ・シェーカル - インドの第11代首相。
- ヴィカス・スワラップ - 外交官、小説家。
- マニンドラ・アグラワル - 計算機学者。
- アミターブ・バッチャン - 映画俳優。